# Tarzan the Tiger
Tarzan the Tiger è un serial del 1929 diretto da Henry MacRae. Interpretato da Frank Merrill, il serial in 15 episodi fu distribuito negli anni 1929-1930. Girato muto, gli vennero aggiunte musiche sincronizzate ed effetti sonori.

## Trama
Nell'ultimo serial di Tarzan i due coniugi, reduci dall'ultima battaglia contro Paulovich, si trasferiscono da Londra in Africa, nella tribù degli Opar. Con loro c'è un caro amico: Albert Werper. La missione di Tarzan è quella di trovare il tesoro nascosto degli Opar, ma appena lo trovano Werper se ne appropria di nascosto e fugge in Arabia dal suo capo per ordire un attacco agli Opar.

### Episodi
1. Call of the Jungle - 9 dicembre 1929
2. The Road to Opar! - 16 dicembre 1929
3. The Altar of the Flaming God  - 23 dicembre 1929
4. The Vengeance of La! -
5. Condemned to Death!
6. Tantor the Terror
7. In Deadly Peril!
8. The Loop of Death!
9. The Flight of Werper!
10. Prisoner of the Apes!
11. The Jaws of Death!
12. The Jewels of Opar!
13. A Human Sacrifice!
14. Tarzan's Rage!
15. Tarzan's Triumph!

## Produzione
Il film fu prodotto dall'Adventure Pictures.

## Distribuzione
Distribuito dall'Universal Pictures, il serial in 15 episodi uscì nelle sale cinematografiche USA il 9 dicembre 1929. Copia del film viene conservata in una pellicola 16 mm. Il film è stato distribuito in DVD (NTSC) nel 2005 dalla Grapevine e nel 2006 dall'Alpha Home Entertainment